# Джурун
Джурун (каз. Жұрын) — село в Мугалжарском районе Актюбинской области Казахстана. Административный центр Журынского сельского округа. Код КАТО — 154845100. В 1935-1963 годах был центром Джурунского района.

## Население
| Численность населения | Численность населения | Численность населения | Численность населения |
| 1939                  | 1959                  | 1999                  | 2009                  |
| --------------------- | --------------------- | --------------------- | --------------------- |
| 4933                  | ↘3428                 | ↘1912                 | ↘1267                 |

В 1999 году население села составляло 1912 человек (933 мужчины и 979 женщин). По данным переписи 2009 года в селе проживало 1267 человек (628 мужчин и 639 женщин).